# بلوتشي بالا
بلوتشي بالا (بالفارسية: بلوچی بالا) هي قرية تقع في منطقة بولان في إيران. يقدر عدد سكانها بـ 507 نسمة بحسب إحصاء 2016.